# نگاه کردن از طریق پنجره‌ها
نگاه کردن از طریق پنجره‌ها (انگلیسی: Lookin' Through the Windows) ششمین آلبوم استودیویی جکسون فایو است که در مه سال ۱۹۷۲ توسط موتاون منتشر شد.